# Televisión Pública Argentina
Televisión Pública Argentina es el nom comercial del Canal 7 de Buenos Aires, és un canal de televisió oberta argentí. Va iniciar les seves transmissions el 17 d'octubre de 1951 i és propietat del Sistema Federal de Mitjans i Continguts Públics, a través de Radio y Televisión Argentina. Actualment, opera sota la llicència LS 82 TV. Va ser la primera estació de televisió a operar al país i, actualment, és un dels dos canals de senyal obert (juntament amb el Canal 12 de Trenque Lauquen) que es troben operats directament pel Poder Executiu Nacional. La cadena a la que es troba afiliada el canal, Televisión Pública Argentina, és la xarxa d'emissores amb major cobertura al país. El seu programa és generalista, amb èmfasi en activitats esportives, culturals, educatives i ficcions, a més de posseir un servei propi de notícies.

## Història

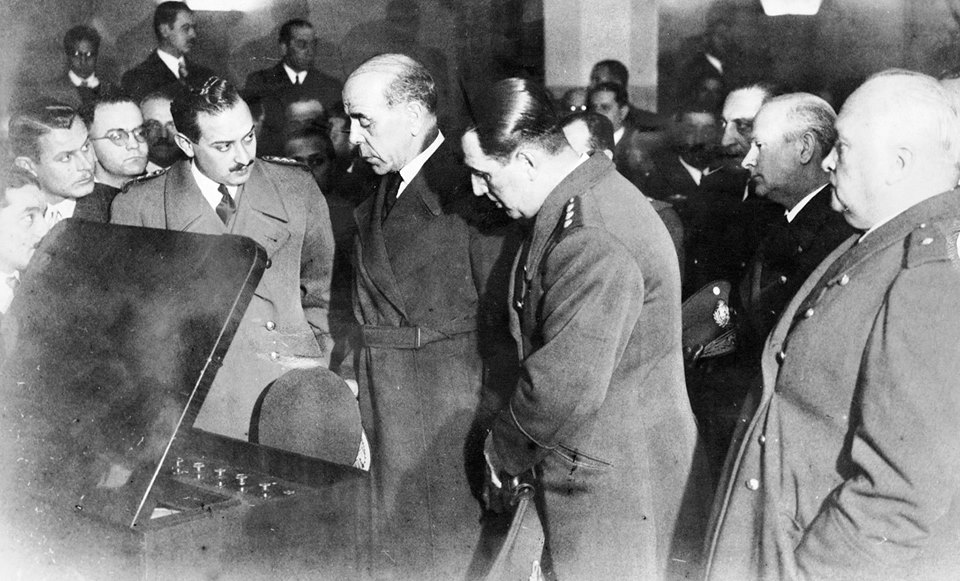
El president de facto Edelmiro J. Farrel i el vicepresident Juan Domingo Perón observen una prova experimental de televisió el 1944. (Foto:AGN)

### Primeres transmissions
El Canal 7 de la Ciutat de Buenos Aires és la més antiga emissora de televisió existent al país, havent realitzat la seva primera transmissió, com una empresa privada (LR3 Ràdio Belgrano TV) amb suport estatal, el 17 d'octubre de 1951, pel Dia de la Lleialtat Peronista, des de la Plaza de Mayo, existint en aquest moment només 2500 aparells receptors de TV.

L'empresari búlgar-argentí Jaime Yankelevich aconsegueix l'acceptació del president de la Nació Juan Domingo Perón d'importar equips de transmissió televisiva. El toc final va provenir d'Eva Perón, qui després d'escoltar sobre les bondats dels nous equips importats dels Estats Units va dir: 
| « | “Sí, sí, tot molt bufó però jo el que vull és que televisin l'acte del Dia de la Lleialtat” | » |

Yankelevich va triar el número set «perquè es troba al mig del dial. Quan instal·lin altres canals, nosaltres ocuparem el centre de la graella sintonitzadora. És a dir que per a canviar d'emissora el teleespectador haurà de passar, en la majoria dels casos, per la nostra».

#### Transmissió de prova afinada

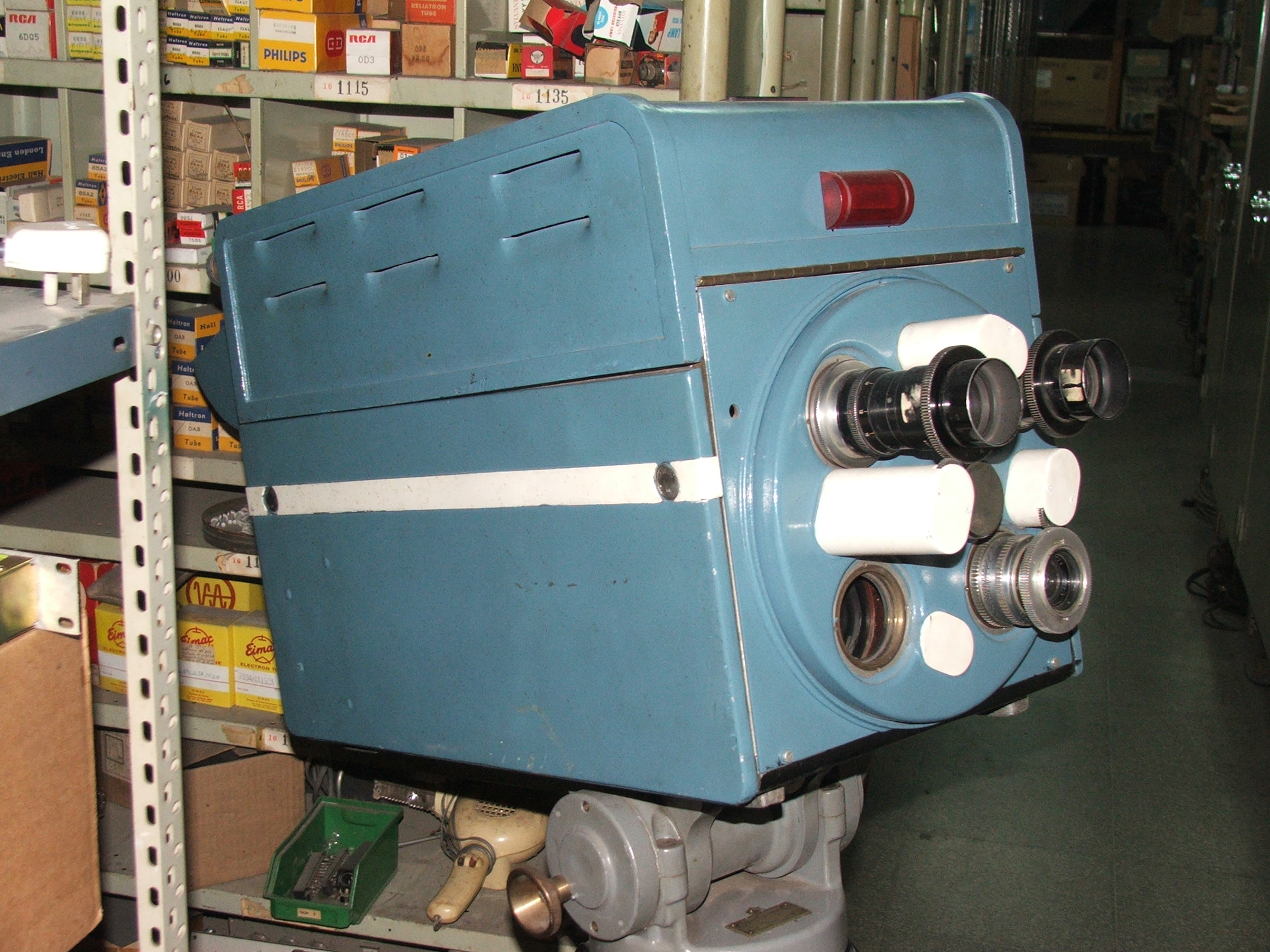
Primer model de càmera d'estudi que es va usar a l'antic Canal 7 i va participar en les primeres transmissions en viu.

A principis de setembre de 1951, des del Ministeri de Comunicacions, el ministre d'aquesta cartera, Oscar Lorenzo Nicolini, els comunica als directius de LR3 que les proves d'ajust i calibratge dels equips estaven aprovades, i que el 17 d'octubre, se sortia a l'aire des de Plaza de Mayo, agregant. "...és exprés desig d'Eva Perón...". Així, l'Argentina seria el segon país en el continent a posseir la nova tecnologia, la caixa màgica.
L'esmentat propietari i director general de LR3 Radio Belgrano, Jaime Yankelevich, havia importat dels Estats Units l'equip transmissor Federal, les càmeres Dumont, i l'antena emissora ITT de polarització horitzontal de 50 m sobre el edifici del Ministeri d'Obres Públiques, MOP, en la Avinguda 9 de Julio.
L'edifici solitari i elevat sobre la Avinguda 9 de Julio, resultava ideal per a sostenir l'antena i l'equip transmissor. Un grup de tècnics, entre els quals figuraven James Ballantine (de Standard Electric), Alejandro Spataro (Radio Belgrano) i Màxim Koeble, van supervisar la instal·lació.
El 24 de setembre de 1951, Enrique Telémaco Susini, primer director de càmeres, posa al locutor Fito Salines davant de cambra amb un llibret i amb el trio musical Los Prado, completant de 10 a 13 tres hores de transmissió de prova. Encara que els receptors de TV estaven situats en marquesines de coneguts comerços, a no més de 500 m de la planta transmissora, generant els primers dies només 500 w de sortida, el senyal es va perfeccionar fins als 5 kW, amb arribada perfecta als Partits circumdants a Buenos Aires (probablement uns 65 km de ràdio). A la tarda van continuar la transmissió amb altres locutors de Radio Belgrano.

#### Primera transmissió oficial

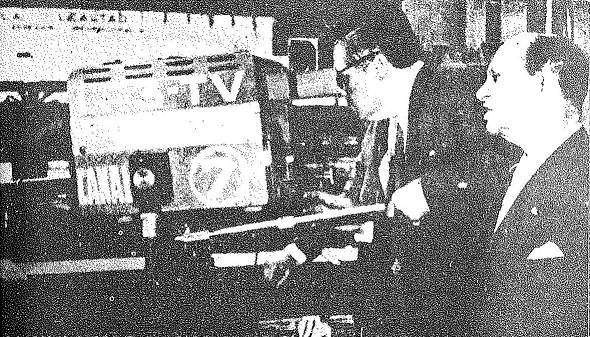
Jaime Yankelevich i Enrique Susini, el 17 d'octubre de 1951.

Es va efectuar des de la Plaza de Mayo, el 17 d'octubre de 1951, a propòsit del Dia de la Lleialtat. L'enllaç, entre l'equip portàtil de cambres i l'estudi central, va anar a través d'un cablejat improvisat. Les tres cambres utilitzades i altre equipament es van situar al primer pis de l'edifici de la seu central del Banc de la Nació Argentina.

Eva Perón va poder, per primera vegada en 24 dies, aixecar-se del seu llit per a assistir vestida de negre a l'acte. La CGT li va lliurar a una afeblida Evita la Distinció del Reconeixement i, el president Juan Perón, la Gran Medalla Peronista en Grau Extraordinari; sostinguda de la cintura pel seu espòs. Havien estat necessàries dosis de calmants -aplicades pel ministre d'Educació, Raúl Mendé- perquè pogués pronunciar un breu discurs, a manera de testament polític: 
| « | “[…] els agraeixo tot el que han pregat per la meva salut; espero que Déu senti als humils de la meva pàtria per a tornar aviat a la lluita i poder continuar lluitant fins a la mort […]” | » |

En el discurs d'aquell dia, Eva va nomenar nou vegades a la seva pròpia mort. Aquest discurs és considerat per molts com el seu testament polític.

#### Inauguració de les transmissions regulars

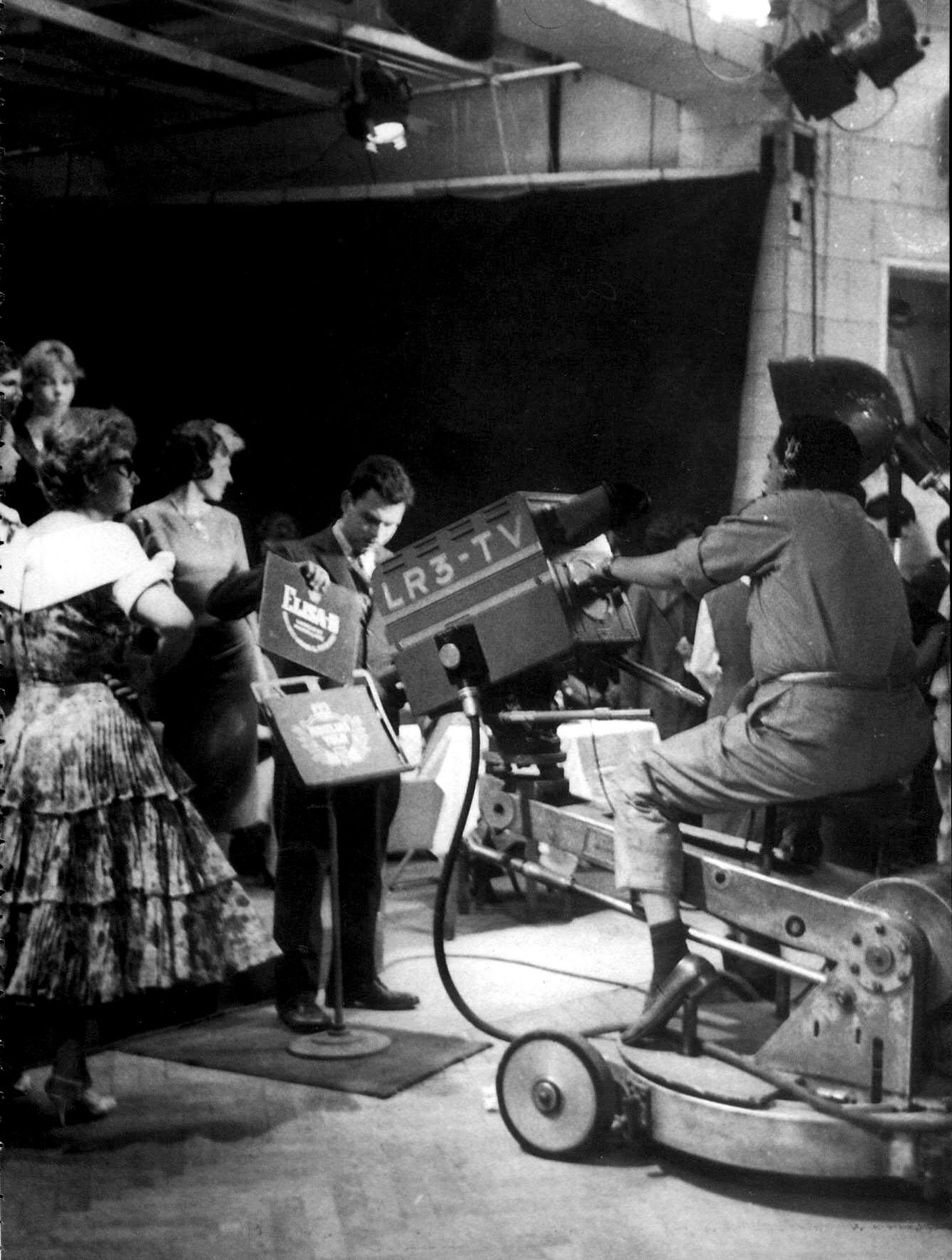
Estudis de LR3 TV al Teatro Alvear.

Canal 7 va realitzar la seva primera transmissió el 17 d'octubre de 1951 amb un fet històric: l'acte pel Dia de la Lleialtat Peronista a la Plaza de Mayo, durant el qual Evita va pronunciar el discurs que després va ser considerat el seu testament polític.
El 4 de novembre de 1951 es van iniciar les transmissions regulars de Canal 7, emetent entre les 17.30 a 22.30. La seva identificació era LR3 Radio Belgrano Televisió. La Televisió Pública de l'Argentina va néixer com una emprenedoria de l'Estat. Jaime Yankelevich, qui s'havia posicionat com un referent de la radiofonia nacional en ser propietari i director general de LR3 Radio Belgrano, va ser l'encarregat de posar en funcionament les transmissions del nou mitjà l'any 1951.
Catorze dies després, el diumenge 18 de novembre de 1951, es va transmetre el primer partit de futbol per televisió a l'Argentina. Es va realitzar des del desaparegut "Gasómetro" quan San Lorenzo de Almagro s'enfronta a River Plate. El director de càmeres era Samuel Yankelevich i els camerògrafs i ajudants Nicolás del Boca, Noisseaux, Celasco, Lamas i Passerini. Assistits tècnicament per Max Koeble i Campetti.
L'Argentina va ser, d'aquesta manera, el quart país del continent americà a començar amb les transmissions de televisió (després del Brasil, Mèxic i Cuba), i el vuitè a nivell mundial després d'Alemanya, Anglaterra, França i els Estats Units.
En un primer moment, el canal va funcionar al Teatro Alvear dels carrers Ayacucho i Posadas, on una part de la planta baixa funcionava com a estudi A (el més gran) i un saló en un altre pis com a estudi B. Entre 1953 i 1954 es va muntar un petit estudi de publicitat al costat del segon estudi. També es va utilitzar el Palais de Glace. Als primers anys es necessitaven uns 45 minuts entre els programes per a desarmament i muntatge de les escenografies. Mentre en l'estudi es feia aquest treball, s'exhibia un documental o curts de Woody Woodpecker.

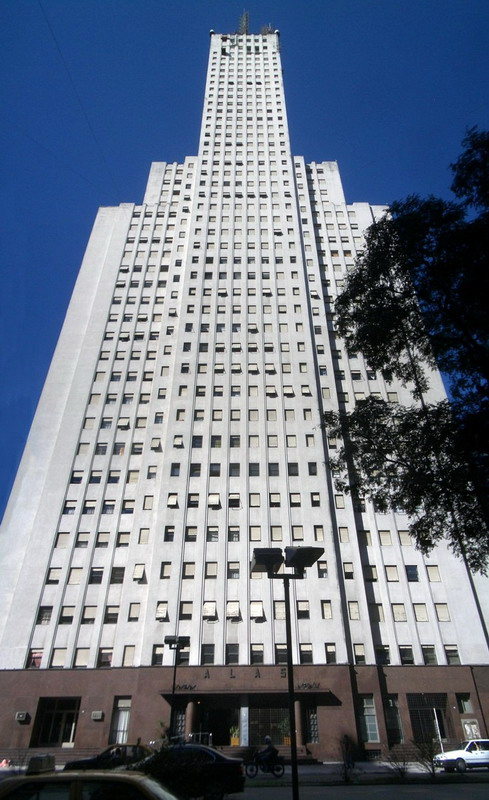
Edifici Alas, seu anterior.

Entre 1957 i 1978 va tenir els estudis a l'Edificio Alas, ubicat a Avinguda Leandro N. Alem i Viamonte en els seus dos subsòls, la planta baixa, l'entrepís i el primer pis.

### Mitjà privat
Durant la seva extensa història, va existir un breu lapse en el qual Canal 7 va estar en mans de privats. Això va ocórrer des de 1954, quan el govern de Perón criticat per l'oposició pel virtual monopoli dels mitjans de comunicació aprova la llei 14.241 i crida a licitació per a atorgar el permís d'explotació de les ràdios i de Canal 7, en un "intent purament cosmètic per a continuar exercint un fort control". El 16 de juny de 1954, es va atorgar el permís relatiu a Radio Belgrano i a LR3 Televisión a una denominada Asociación Promotora de Telerradiodifusión -APT S.A.- integrada per empresaris molt pròxims al govern entre els quals estaven Jorge Antonio i Víctor Madanes, permís que va ser anul·lat per la dictadura de la Revolució Alliberadora en 1955 mitjançant el Decret llei 170. En 1961, després de la desvinculació amb l'emissora que li donés el nom, es va començar a anomenar LS82 TV Canal 7.

### Des dels inicis del color fins a laTelevisión Pública Argentina

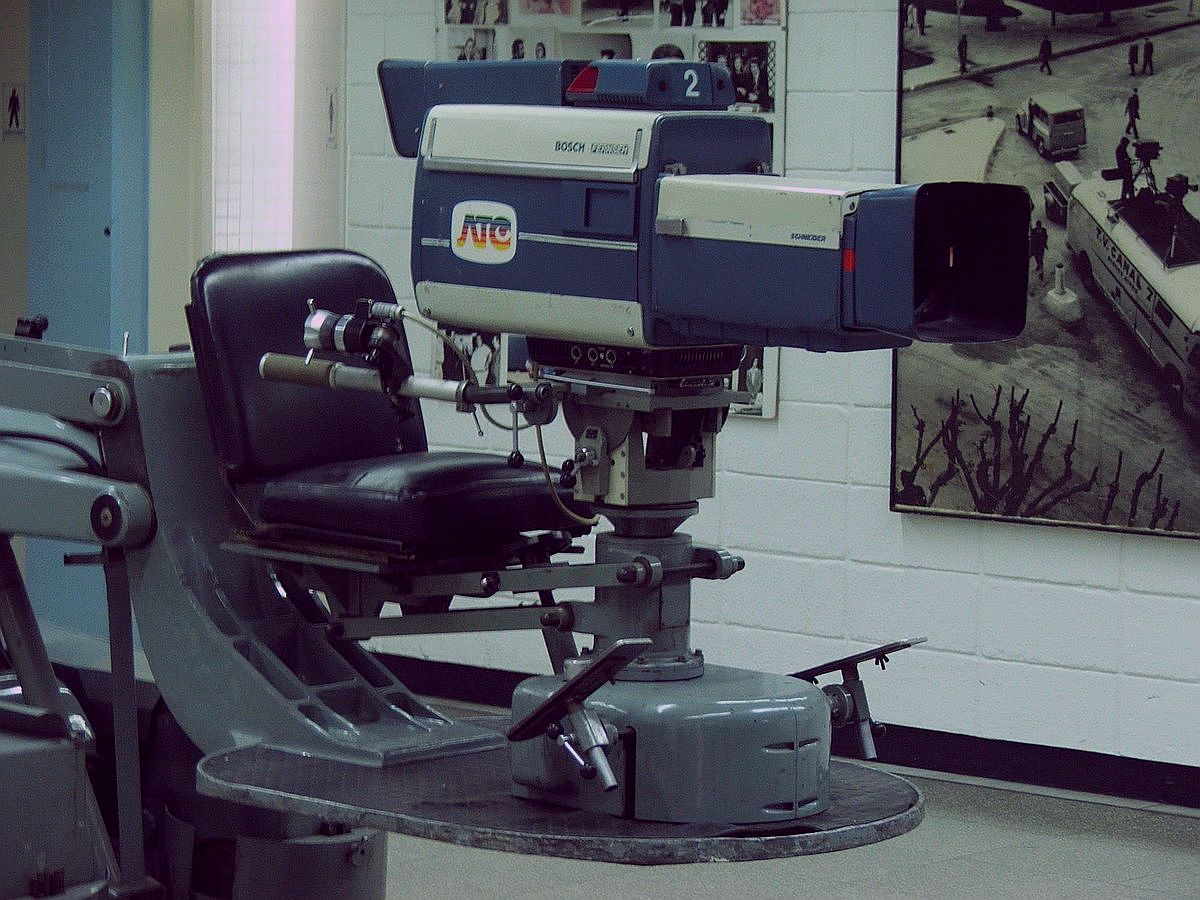
Càmera d'estudi a tub Bosch Fernseh KCK-40 sobre grua. PVa passar a formar part del material tècnic, al costat de l'estàndard Bosch Fernseh a partir de la seva adquisició en 1978 per al mundial de futbol de l'Argentina.

Canal 7 és l'únic canal públic en l'òrbita directa del PEN i amb cobertura nacional. Opera des del complex de transmissió situat en la Avinguda Figueroa Alcorta 2977 de la Ciutat de Buenos Aires. Aquest centre, dissenyat per l'estudi d'arquitectura Manteola-Sánchez Gómez-Santos-Solsona-Viñoly i construït per la companyia Petersen, Thiele i Cruz, posseeix una estructura edilícia única a l'Argentina dissenyada per a funcionar com una emissora de televisió (per exemple, els seus estudis estan surant i recoberts en una càpsula d'aire, evitant filtracions de sons d'avions que sobrevolen contínuament, etc.). Va ser inaugurat el 19 de maig de 1978, denominat originalment Argentina 78 Televisora / Centro de Producción a colores Buenos Aires, tenia com a funció transmetre totes les alternatives de la Copa Mundial de Futbol duta a terme al país aquest any. Es va oferir a operadors de pagament la injecció del senyal color a través de la xarxa nacional de cable coaxial, la seva recepció i la seva emissió en circuit tancat, amb projectors de vídeo a sales de cinema de tot el país. No obstant això, la transmissió a l'aire del Mundial es va realitzar en blanc i negre, cap a la província de Buenos Aires i l'exterior en color, i només el partit Argentina-Holanda va ser transmès en color sota el sistema alemany PAL en norma N, per a tot el país. Finalitzat el campionat, el complex va ser atorgat a Canal 7, que el 3 de maig de 1979 va canviar la seva imatge sota el nom d' Argentina Televisora Color (ATC), identificació creada sota la direcció de Carlos Montero. Altres noms proposats eren: Televisión Nacional de Argentina, Televisión Argentina, Primera Televisora Argentina o Red de Televisión del Estado. La inauguració oficial de les transmissions en color va ser l'1 de maig de 1980.
ATC va apostar a musicals, programes de ficció, humorístics, que ho van portar, durant un breu període, a liderar l'audiència durant els primers anys 1980. Durant la mateixa va generar un segell fonogràfic que va produir àlbums musicals de variats artistes.
Durant la presidència de Carlos Menem el canal, dirigit pel conductor Gerardo Sofovich, va passar de ser una Societat de l'Estat a una Societat Anònima, existint plans per al seu privatització que finalment no es van concretar. A la sortida d'aquest, ATC S.A. es va presentar en concurs preventiu, denunciant un passiu de més de 70 milions de dòlars, davant el Jutjat Nacional Comercial n. 26.
La gestió de Fernando de la Rúa va afrontar el desafiament de recuperar el senyal, i el primer de maig, coincidint amb l'aniversari número 20 de la primera transmissió en color, surt a l'aire Canal 7 Argentina, amb una programació que inclouria més programes d'entreteniment sense deixar de costat els cicles culturals i educatius. A més, va ser creat el Sistema Nacional de Mitjans Públics, ens que va finançar i va operar l'emissora, fins a la creació de Radio y Televisión Argentina Sociedad del Estado després de la Llei de Serveis de Comunicació Audiovisual sancionada en 2009, durant la presidència de Cristina Fernández de Kirchner.

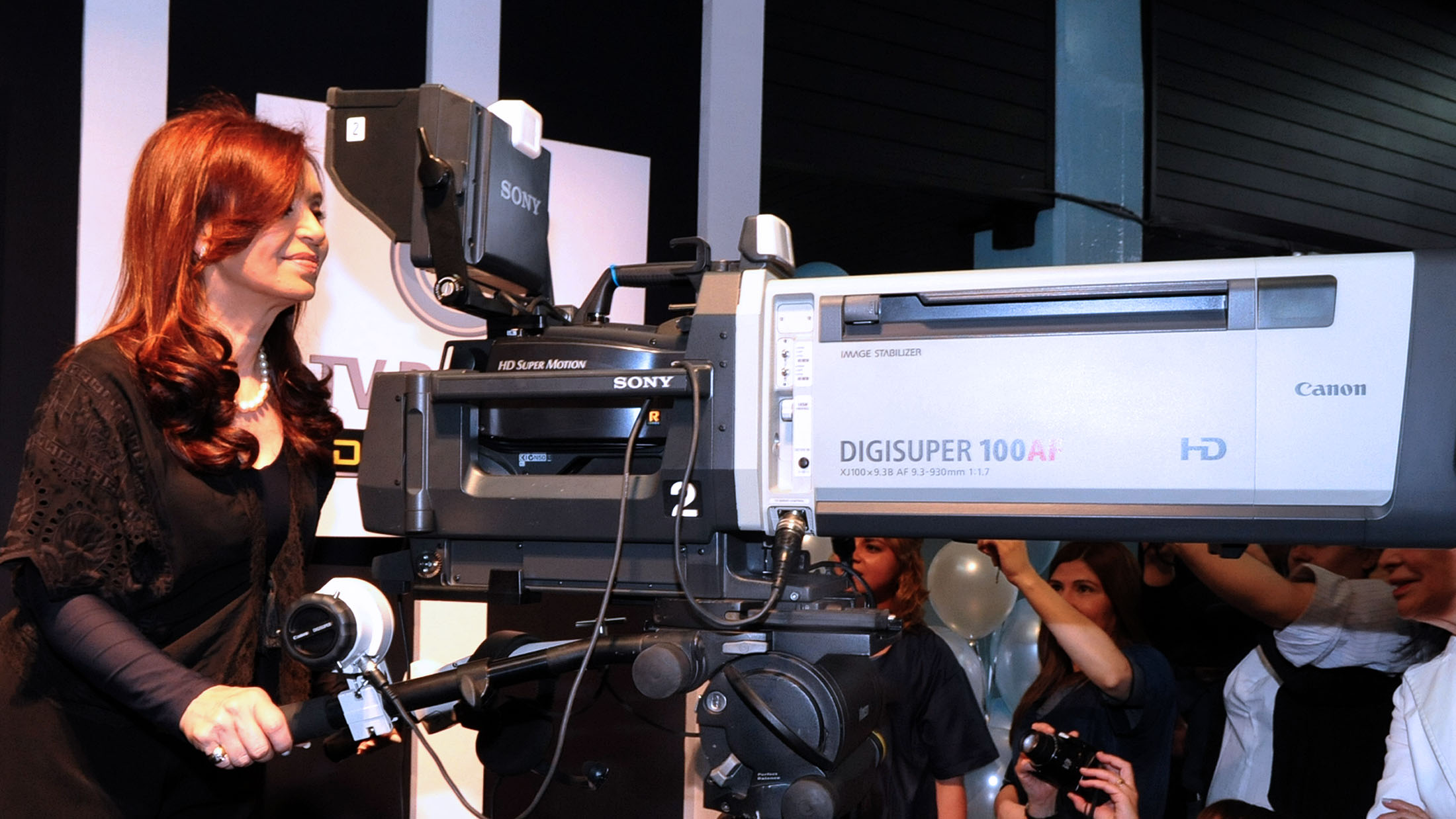
Cristina Fernández de Kirchner en les celebraciosn del 60è aniversari de Canal 7, l'any 2011.

Al començament de la presidència de Néstor Kirchner la direcció del canal va ser dividida en les àrees de ficció i no ficció, encapçalades respectivament per Leonardo Bechini i la periodista Ana de Skalon. Durant aquest període el canal va reprendre la producció pròpia, després de gairebé una dècada va tornar a produir ficció, més de sis cicles, entre ells Un cortado, historias de café, De la cama al living, Los de la Esquina, Historias sobre ruedas, De gira, etc. Tornaren els cicles musicals com Badia en concierto. En aquesta etapa, el 80% de la programació del canal va ser de producció pròpia. Després de la mort de la directora de no ficció i el posterior allunyament de Bechini, a meitat del 2006 va assumir la direcció del canal la periodista Rosario Lufrano acuñandole al canal el nom de TV Pública, que va incloure la renovació de la programació cap a cicles més culturals, noticiaris federals, musicals, cinema, documentals, amb l'objectiu de recuperar la qualitat artística de l'emissora. Addicionalment es va renovar l'equipament tecnològic del canal amb la incorporació de noves cambres i illes d'edició incloent la tecnologia en Alta Definició. Aquesta temàtica es va mantenir millorant tota la seva estructura durant el govern de Cristina Fernández de Kirchner.
En 2016 amb la presidència de Mauricio Macri i la renovació d'autoritats, es crea el Sistema Federal de Mitjans i Continguts Públics sota el comandament del funcionari Hernan Lombardi, òrbita sota la qual va començar a funcionar RTA ES.
El nom i el logo del canal va ser modificat parcialment mantenint la temàtica de Televisión Pública Argentina, i es van agregar programes d'espectacles, política, economia, i d'actualitat amb nous conductors i periodistes. Així mateix el nom del noticiari va passar de Visión 7 a dir-se Televisión Pública Noticias mantenint el mateix format i tecnologies d'informació.

## Programació

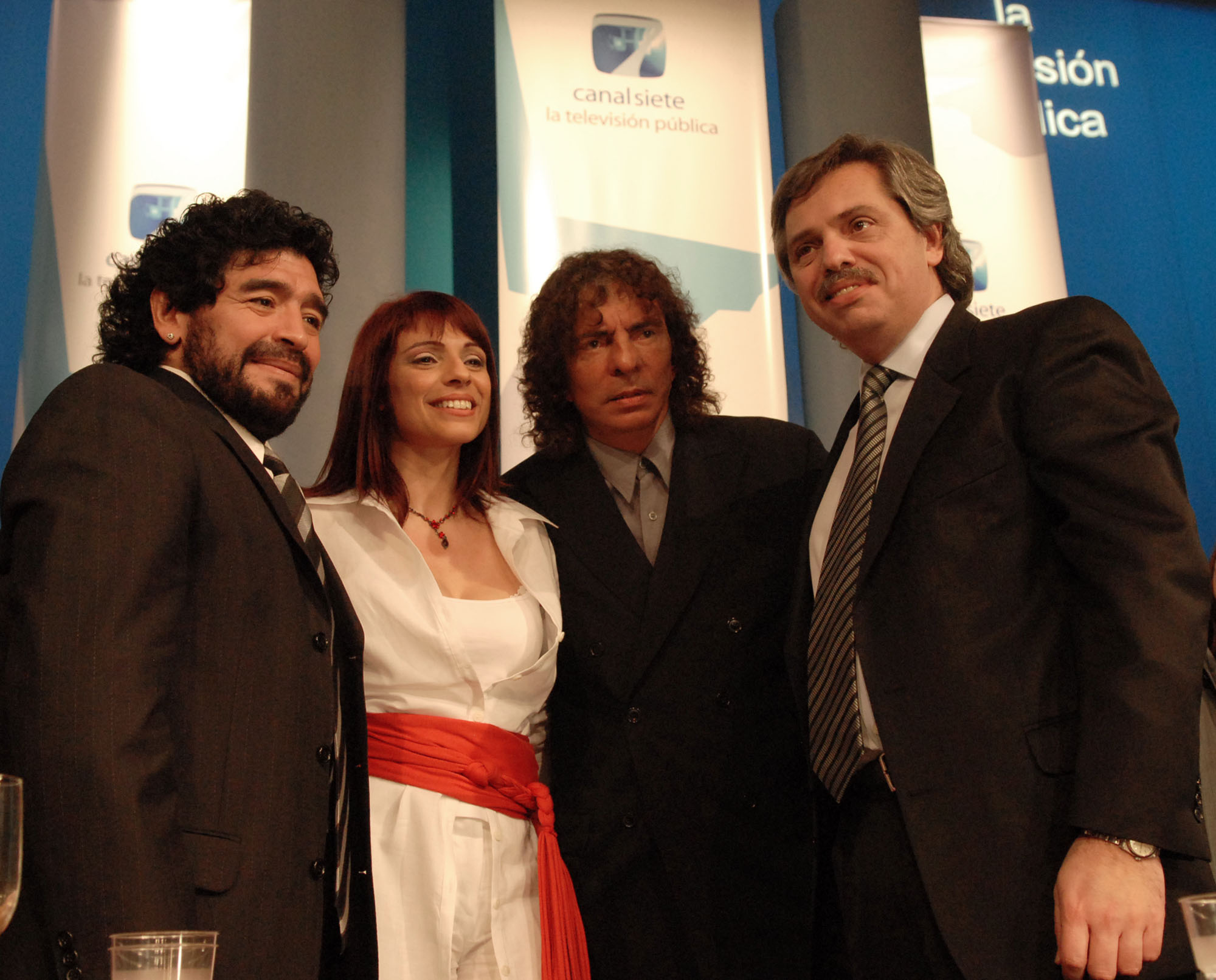
Diego Maradona, Rosario Lufrano, Alejandro Dolina i Alberto Fernández a la presentació de la nova programació de Canal 7 l'any 2006.

Televisión Pública Argentina té una variada i actualitzada programació, la qual intenta posar en pràctica l'esperit del rol que intenta impregnar-li l'equip directiu del canal: entretenir, informar i transmetre cultura. Té també cinema de vetlla i sèries de ficció, on sempre hi ha noves estrenes per al canal.
Un altre punt destacat dins de la programació des de 2009 i fins a 2017, va ser l'emissió de l'espai Fútbol para todos, mitjançant el qual es van transmetre la majoria de partits de futbol de la Primera Divisió de l'Argentina i Nacional B. A partir de 2009, la Televisió Pública aposta fortament a la ficció de qualitat, obtenint bons resultats d'audiència.
El 15 de desembre de 2014 la TV Pública va aconseguir una altra fita en la història de la televisió argentina: va iniciar l'emissió d'un programa diari des d'una ciutat de l'interior del país cap a tot el territori nacional. Es tracta del noticiari agropecuari i agroindustrial Pampero TV que va ser coproduït per l'equip de Comunicadors del Instituto Nacional de Tecnología Agropecuaria (INTA) i el Canal 12 (Trenque Lauquen), la Televisió Pública Regional.

## Directors
- 1989-1990: Mario Gavilán (†)
- 1990: René Jolivet (†)
- 1990-1991: Julio Ricardo López Batista
- 1991-1992: Gerardo Sofovich (†)
- 1992-1995: Enrique Álvarez
- 1995-1996: Germán Kammerath
- 1996-1997: Horacio Frega
- 1997-1999: Horacio De Lorenzi
- 2000-2001: Juan Carlos Abarca
- 2002-2003: Alfredo Scalise (†)
- 2003-2006: Leonardo Bechini i Ana de Skalon (†)
- 2006-2008: Rosario Lufrano
- 2008-2016: Martín Bonavetti
- 2016-2017: Horacio Levin
- 2018-2019: Ningú
- 2019-Present: Emilio Lafferriere

## Locutors
- Ignacio González (1951-1992)
- Jorge Vaccari (1972-2000)
- Betty Elizalde (1978-1984)
- Ernesto Suazo Ortuño (1978-1984)
- Fernando Adrián Barbas (1983-2012)
- Arturo Varela (1983-2008)
- Luis Albornoz (1985-1991)
- Ernesto Frith (1991-1995)
- Marcelo Russo (1992-1996)
- Ricardo Brabante (1994-1996)
- Peteco Hermani (1996-1997)
- Luis Antonio Grandinetti (1999-2009)
- Víctor Tellado (2000-2009)
- Nelly Trenti (1975-present)
- Fernando Costa (2005-present)
- Félix Taylor (2004-present)
- Hernán Hualpa (2010-present)
- Fernando Ríos (2011-present)
- Alejandra Muro Cash (1982-present)
- José S. Espíndola (1983-present)
- Livio González (1999-present)